# Ruth (cráter)
Ruth es un pequeño cráter de impacto lunar situado en la parte oriental del Oceanus Procellarum. Se encuentra al este de la pareja de cráteres formada por Krieger y Van Biesbroeck. Otro cráter un poco mayor, Rocco se halla a escasa distancia hacia el nornoreste.
|  |  |

Es un cráter con forma de copa, con una mínima plataforma central. Al igual que el vecino cráter Rocco, aparece nítidamente marcado sobre la superficie del mar lunar, sin signos evidentes de erosión.
Según el documento de la NASA RP-1097, "Ruth" es una impacto menor cuyo nombre originalmente solo se utilizaba en conexión con el Lunar Topophotomap 39A1/S1, mapa en el que ya aparecía rotulado.